# Le Recours de la méthode
Pour plus de détails, voir Fiche technique et Distribution.
Le Recours de la méthode (El recurso del método) est un film mexico-franco-cubain réalisé par Miguel Littín et sorti en 1979.

## Synopsis
Le président de la république fictive latino-américaine de Nueva Córdoba est en vacances à Paris en 1914 avec sa secrétaire Peralta et sa maîtresse « La Mayorala ». Là, il apprend que le général Galván s'est révolté contre lui. Il rentre immédiatement à Nueva Córdoba pour réprimer la rébellion. Lorsqu'il revient à Paris, il subit un scandale dû à la publication de photos des massacres provoqués par la répression de la révolte, mais le déclenchement de la Première Guerre mondiale fait s'estomper les protestations. Cependant, un nouveau soulèvement d'un autre général se produit et il doit à nouveau le réprimer. Cependant, les émeutes éclatent les unes après les autres jusqu'à ce que l'un d'elle l'emporte et qu'il soit détrôné et mis en fuite.

## Fiche technique
- Titre : Le Recours de la méthode
- Autre titre : Viva el Presidente
- Titre original : El recurso del método
- Réalisation : Miguel Littín
- Scénario : Régis Debray et Miguel Littín, d'après le roman d'Alejo Carpentier[1]
- Photographie : Ricardo Aronovich
- Musique : Leo Brouwer
- Montage : Ramón Aupart
- Production : Conacite Uno - France 3 - Instituto Cubano del Arte e Industrias Cinematográficos (ICAIC) - K.G. Productions
- Pays :  Mexique -  Cuba -  France
- Tournage : du 9 mai au 18 octobre 1977
- Durée : 164 minutes
- Date de sortie : France - 7 mars 1979

## Distribution
- Nelson Villagra
- Ernesto Gómez Cruz
- Salvador Sánchez
- Reynaldo Miravalles
- Raúl Pomares
- Katy Jurado
- Alain Cuny
- Gabriel Retes
- María Adelina Vera

## Sélection
- Festival de Cannes 1978[2] (sélection officielle[3])